# Santiago Cuero
Santiago Cuero Sánchez (Medellín; 30 de julio de 2004) es un futbolista colombiano. Juega como lateral izquierdo y actualmente milita en Fortaleza de la Categoría Primera A colombiana.

## Trayectoria

### Clubes

#### Fortaleza
Se inició en las menores del club; su debut sería de titular en el 11 de febrero del 2023 frente al Real Santander, donde el equipo rival ganaría por 2 a 0; ascendería a primera división con el equipo el mismo año al ganarle al Cúcuta Deportivo en el global ida y vuelta 2 a 1 con gol de cuero que definió el resultado y lograría el Torneo Finalización de la misma categoría. 

#### Santa Fe
En el 2024 se iría a préstamo a Independiente Santa Fe en el Torneo Apertura del mismo año, donde sería anunciado el 29 de diciembre del 2023 por un año. 

## Clubes
| Club      | País     | Año             |
| --------- | -------- | --------------- |
| Fortaleza | Colombia | 2023            |
| Santa Fe  | Colombia | 2024            |
| Fortaleza | Colombia | 2025 - Presente |

## Palmarés

### Campeonatos nacionales
| Título                        | Club      | País     | Año  |
| ----------------------------- | --------- | -------- | ---- |
| Torneo Finalización Primera B | Fortaleza | Colombia | 2023 |